# Europese hanenpoot
De Europese hanenpoot (Echinochloa crus-galli) is een plant uit de grassenfamilie (Poaceae).

## Kenmerken
De plant groeit vaak tot 1 meter hoogte maar wordt soms tussen het maïs wel 2 meter hoog. De bloeitijd begint in augustus en loopt door tot eind september.
Hoewel de plant in stevige pollen kan groeien en een groot wortelstelsel heeft, is het een eenjarige plant. De plant heeft groene of roodaangelopen, eivormige aartjes. Binnen dit aartje heeft het lemma van de onvruchtbare bloem een kafnaald. De aartjes staan in aarvormige trossen die zelf weer deel uitmaken van een pluim. De 4 mm lange (zonder naald) en 2 mm brede vrucht is een graanvrucht. De plant heeft geen tongetje en de bladscheden hebben geen haren.
Bij sommige planten ontbreekt de naald op de lemma van de onvruchtbare bloem. Deze worden door sommigen tot de ondersoort Echinochloa crus-galli subsp. submutica gerekend. De overige planten worden dan tot Echinochloa crus-galli subsp. crus-galli gerekend.

## Voorkomen
De Europese hanenpoot komt overal ter wereld voor. Alleen in tropisch Afrika wordt ze minder aangetroffen. De soort komt al sinds de introductie van landbouw in West-Europa hier voor. In Nederland en België is ze algemeen, al kan ze in bepaalde streken, zoals de Hoge Ardennen en aan de kust, zeldzaam tot zeer zeldzaam zijn.
Het is een plant van omgewerkte voedselrijke grond. Ze komt veel voor in akkers en in moestuinen. Ook op industrieterreinen is ze aan te treffen. Ook in omgewerkte bermen wordt ze gevonden.

## Betekenis voor de mens
Europese hanenpoot wordt in de akkerbouw beschouwd als een lastig onkruid. In maïsakkers kan de soort met maïsplanten concurreren zijn. De plant is net als maïs een C4-plant en daardoor ongevoelig voor veel bestrijdingsmiddelen die in maïsakkers gebruikt worden.
In het middeleeuwse Polen werd het zaad van de hanenpoot gebruikt als voedingsmiddel.
De naam 'hanenpoot' wordt ook wel gebruikt voor zevenblad, ook zeekraal wordt zo wel genoemd.

## Bibliografie

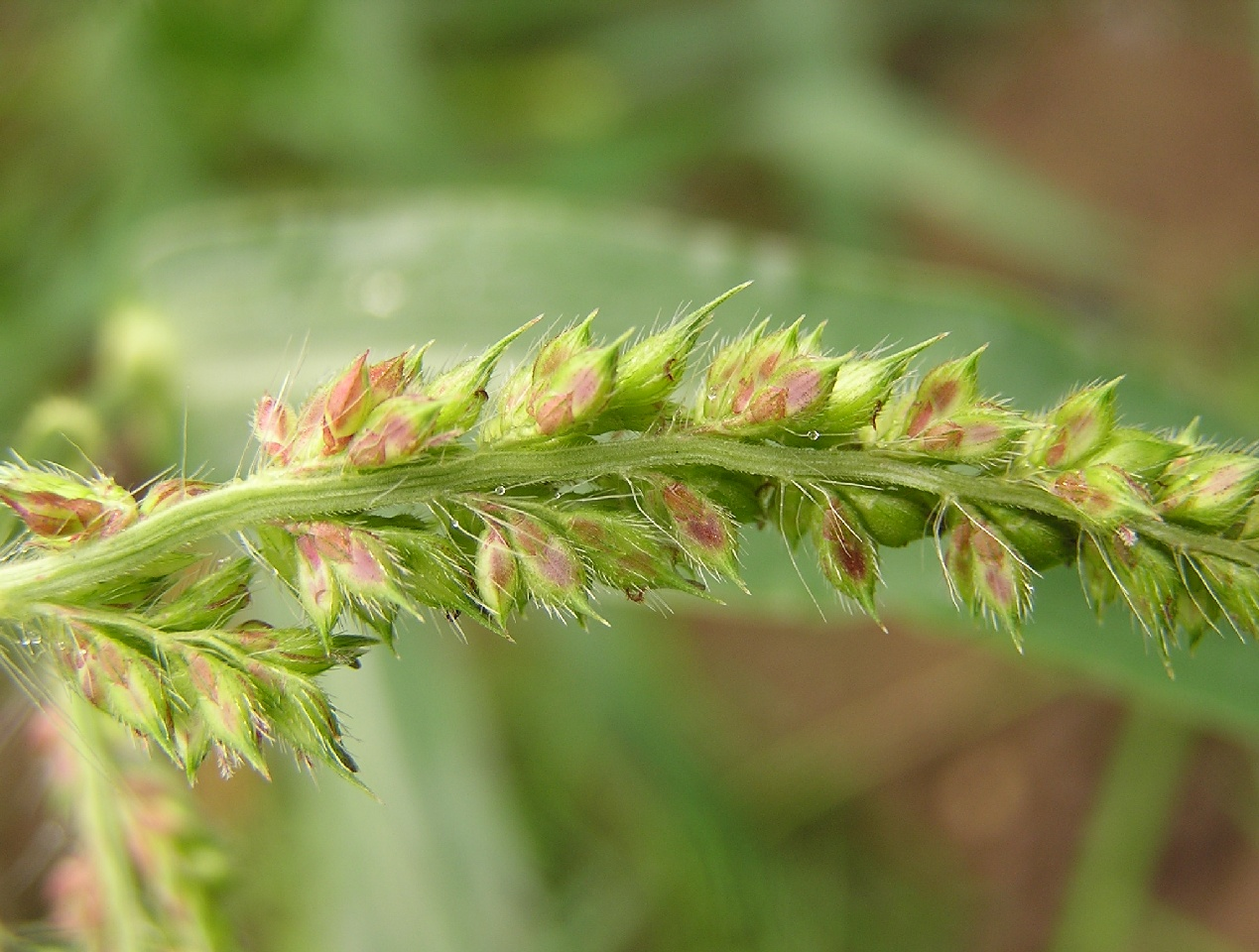
Aartjes
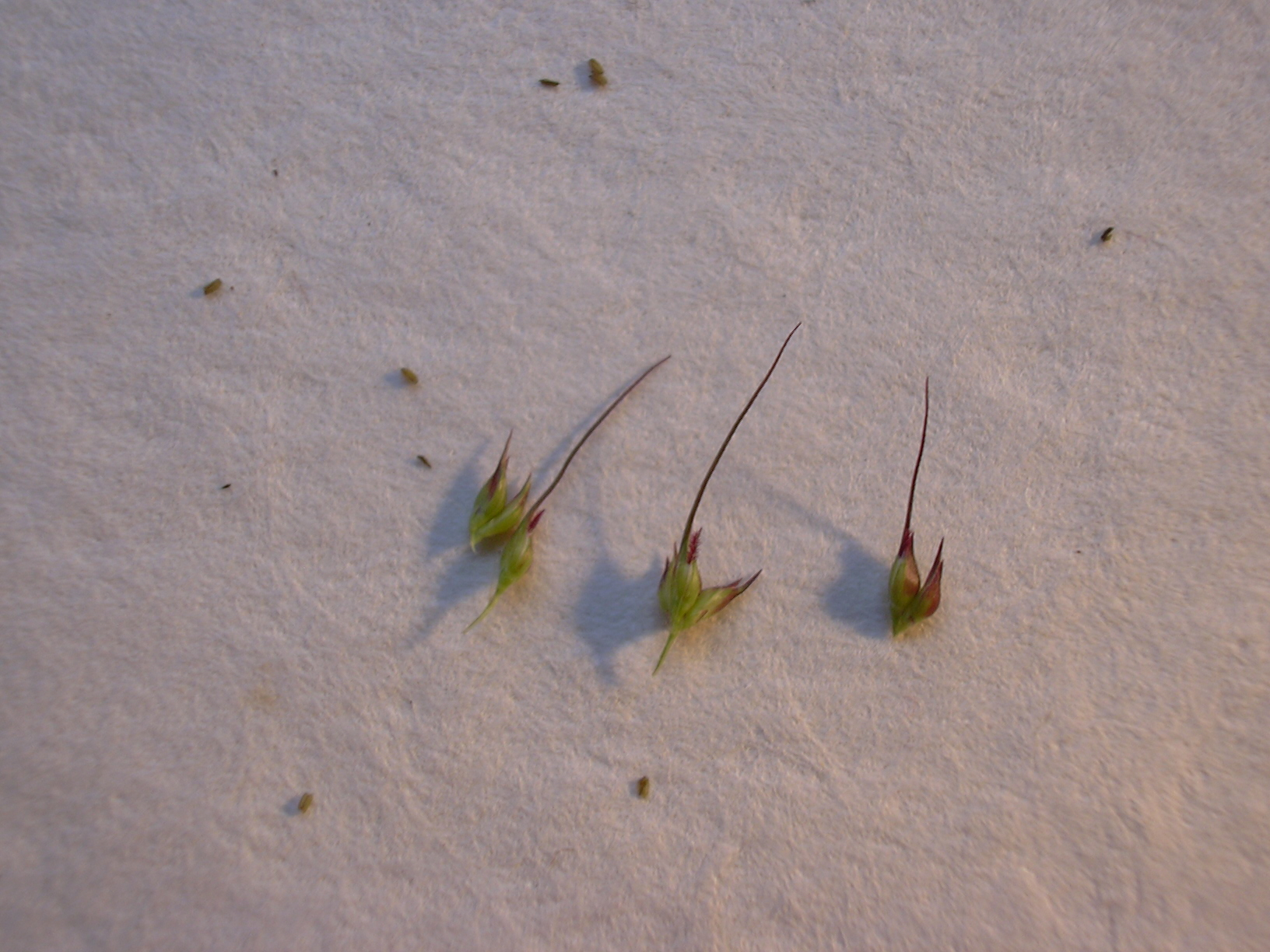
Aartjes
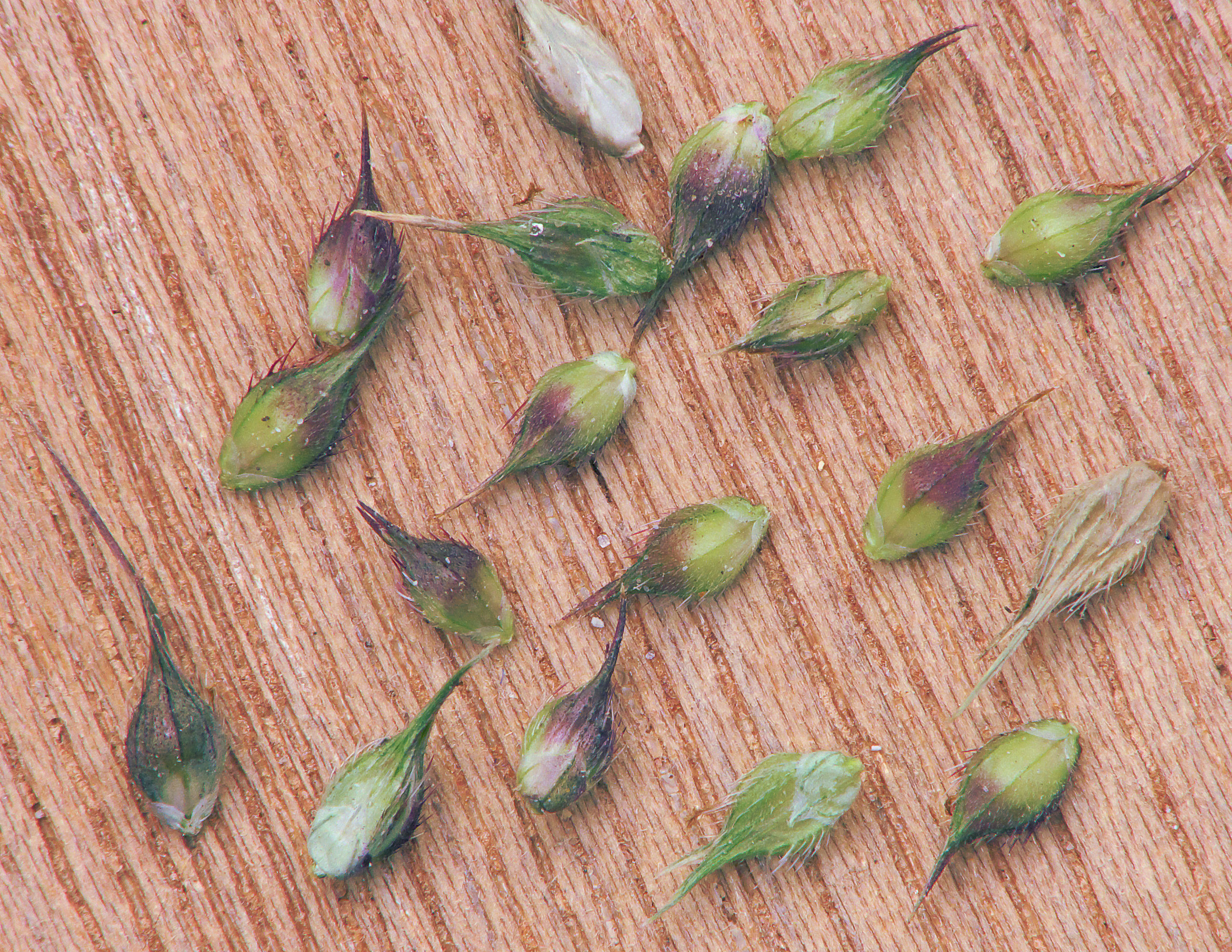
Vruchten